# Pétrola
Pétrola ist ein Dorf und eine spanische Gemeinde (municipio) mit nur noch 665 Einwohnern (Stand: 2024) in der Provinz Albacete in der Autonomen Region Kastilien-La Mancha im Südosten Spaniens.

## Lage und Klima
Pétrola liegt im Südosten Neukastiliens etwa 34 km (Fahrtstrecke) ostsüdöstlich der Provinzhauptstadt Albacete in einer Höhe von ca. 890 m. Im Norden der Gemeinde liegt das Naturreservat der Laguna de Pétrola.
Das Klima im Winter ist gemäßigt, im Sommer dagegen warm bis heiß; die eher geringen Niederschlagsmengen (ca. 361 mm/Jahr) fallen – mit Ausnahme der nahezu regenlosen Sommermonate – verteilt übers ganze Jahr.

## Bevölkerungsentwicklung
| Jahr      | 1970 | 1981 | 1991 | 2001 | 2011 | 2021 |
| Einwohner | 1492 | 1321 | 1056 | 932  | 820  | 663  |

## Sehenswürdigkeiten
- Barnabaskirche (Iglesia de San Bernabé Apóstol)